# Козик, Юлия Сергеевна
Юлия Сергеевна Козик (род. 17 февраля 1997, Долгопрудный, Московская область) — российская баскетболистка, выступающая за клуб «Ника−Лузалес». Серебряный призёр Олимпийских игр в Токио в баскетболе 3×3. Заслуженный мастер спорта России (2021).

## Биография
Родилась в 1997 году в Подмосковье. Начала заниматься баскетболом в раннем детстве, первый тренер — Андрей Ситник. Тренировалась в СШОР «Глория». Параллельно с классическим баскетболом играла в баскетбол 3×3.
На взрослом уровне дебютировал выступлениями за клуб МБА, к которому присоединилась в 2013 году в возрасте шестнадцати лет. В 2017 году перешла в состав курского клуба «Инвента», в 2019 году перешла в «Динамо» Курск, в 2020 году завоевала в составе клуба кубок России и стала вице-чемпионкой страны.
В июле 2021 года прошла отбор в национальную сборную и отправилась на Олимпиаду в Токио, где представляла Россию на соревнованиях по баскетболу 3×3. Её партнерами по команде стали сестры Ольга и Евгения Фролкины, которые играют с Козик в одном клубе, и Анастасия Логунова, представляющая оренбургский клуб «Надежда». На играх российская сборная дошла до финала, в котором уступила баскетболисткам из США и стала обладателем серебряной медали.

## Достижения
- 2016, 2017 — бронзовый призёр чемпионата Европы (до 20 лет)
- 2019 — победительница молодёжной Лиги наций
- 2019 — серебряный призёр молодёжно Кубка мира
- 2019, 2020 — серебряный призёр чемпионата России с «Динамо» Курск
- 2019/20 — обладатель Кубка России с «Динамо» Курск
- 2021 — серебряный призёр Олимпийских игр

## Награды
- Медаль ордена «За заслуги перед Отечеством» I степени (11 августа 2021 года) — за большой вклад в развитие отечественного спорта, высокие спортивные достижения, волю к победе, стойкость и целеустремленность, проявленные на Играх XXXII Олимпиады 2020 года в городе Токио (Япония)[8].